# Neottia smallii
Neottia smallii är en orkidéart som först beskrevs av Karl McKay Wiegand, och fick sitt nu gällande namn av Dariusz Lucjan Szlachetko. Neottia smallii ingår i släktet näströtter, och familjen orkidéer. Inga underarter finns listade i Catalogue of Life.

## Bildgalleri

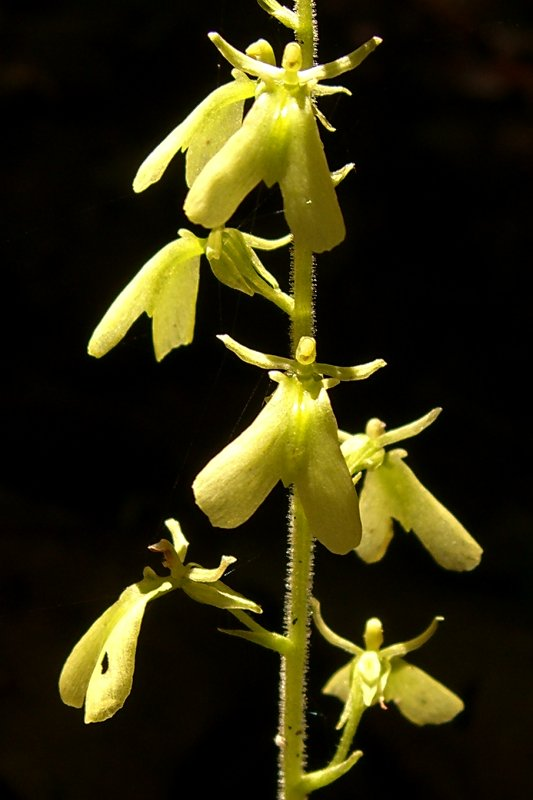